# Parafia św. Wojciecha w Rogóźnie
Parafia św. Wojciecha w Rogóźnie – parafia rzymskokatolicka w diecezji toruńskiej, w dekanacie Łasin, z siedzibą w Rogóźnie.

## Historia
Parafia w Rogóźnie została założona przez krzyżaków w XII w.
Miejscowość wcześniej występowała w źródłach jako: Roghuszen (1288-1299, 1302), Gross Roggenhausen, Wyelkie Rogozno (1485), Rogoźno.
Data powstania parafii jest nieznana, ale prawdopodobniej powstała pod koniec XIII wieku, w podczas lokacji miejscowości. Kościół pw. św. Filipa i Jakuba był wzmiankowany został w lustracji dóbr królewskich w 1565 roku.
Na początku XIV wieku został zbudowany obecny kościół. W 1628 roku kościół był zniszczony podczas wojny polsko-szwedzkiej, a odbudowany został 1647 roku z fundacji wojewody chełmińskiego Jana Działyńskiego. Prawdopodobnie po odnowieniu zmieniono wezwanie kościoła na św. Wojciecha. W 1656 roku, podczas potopu szwedzkiego, kościół został ponownie uszkodzony. W latach 1852 i 1906–1911 kościół był odnawiany i przebudowywany.
Od początku II wojny światowej do lipca 1942 roku kościół w Rogóźnie był zamknięty i nieczynny. Stałą opiekę duszpasterską nad parafią od 23 lipca 1942 do 7 maja 1945 roku sprawował ks. Paweł Szarowski, wikariusz parafii Podwyższenia Krzyża św. w Grudziądzu, dojeżdżający do Rogóźna.
W latach siedemdziesiątych XX wieku zostało przebudowane prezbiterium świątyni, aby dostosować je do postanowień liturgicznych Soboru Watykańskiego II.  25 września 1977 roku bp Bernard Czapliński dokonał konsekracji świątyni i nowego ołtarza. W latach 80. XX wieku kościół został przyozdobiony nowymi witrażami projektu p. K. Candera.

### Proboszczowie
- ks. Tomasz Markiewicz (1826-1853)
- ks. Franciszek Gallus (1853-1855)
- ks. Jakub Rakowski (1855-1885)
- ks. Maksymilian Brandenburg (1886-1887)
- ks. Emil Neumann (1886-1887)
- ks. Józef Potrykus (1903-1937)[2]
- ks. Augustyn Schwanitz (od 1947)
- ks. Henryk Galikowski (lata osiemdziesiąte – ur. w 1932 roku, wyświęcony 28 kwietnia 1957 w Pelplinie (razem z Prymasem Polski Henrykiem Muszyńskim). Od 1994 roku na emeryturze – parafia św. Michała Archanioła w Sopocie)
- ks. Michał Klimas (lata dziewięćdziesiąte)
- ks. Edward Rogoza (lata dziewięćdziesiąte)
- ks. Ryszard Mańka (do 2001)
- ks. kanonik Marek Woziński (2001–2015)
- ks. Krzysztof Juchniewicz (od 2015)

## Miejscowości należące do parafii
- Bukowiec, Kalmuzy, Kłódka, Jamy, Rogóźno-Zamek, Skurgwy, Gubiny.